# Pacifigorgia smithsoniana
Pacifigorgia smithsoniana är en korallart som beskrevs av Breedy och Rafael Guzmán 2004. Pacifigorgia smithsoniana ingår i släktet Pacifigorgia och familjen Gorgoniidae. Inga underarter finns listade i Catalogue of Life.